# Henrys Welt
Henrys Welt (Originaltitel: Henry’s World) ist eine kanadische Stop-Motion-Puppenserie für Kinder, die zwischen 2002 und 2005 produziert wurde.

## Handlung
Henry ist ein gewöhnlicher achtjähriger Junge und Schüler mit einem Hund und vielen Freunden. Doch immer wenn er den Karottenbrei von seiner Mutter isst, bekommt er besondere Kräfte und reist um die Welt und den Weltraum. Dabei erlebt er viele unterschiedliche Abenteuer.

## Produktion und Veröffentlichung
Die Serie wurde zwischen 2002 und 2005 in Kanada produziert. Dabei sind 26 Folgen entstanden. Ursprünglich wurde sie für den Family Channel produziert. Die Produktion übernahmen dabei Cuppa Coffee Animation und Alliance Atlantis Communications. Produziert wurde mit der Stop-Motion-Technik. Damit ist sie die erste Stop-Motion-Serie die komplett und ganz in Kanada produziert wurde.
Die deutsche Erstausstrahlung fand am 13. November 2006 auf Nick Deutschland statt.

## Episodenliste
| Folge | Part | deutscher Titel                     | englischer Titel                | deutsche Erstausstrahlung |
| 1     | a    | Das hungrige Haustier               | Pet Dinosaur                    | 13. November 2006         |
| 1     | b    | Keine Regeln mehr!                  | Pirates Out Of Water            | 13. November 2006         |
| 2     | a    | Bei der Zahnfee                     | My Two Front Teeth              | 14. November 2006         |
| 2     | b    | Besuch aus der Urzeit               | Goragh                          | 14. November 2006         |
| 3     | a    | Henry hoch drei                     | Triple Trouble                  | 15. November 2006         |
| 3     | b    | Der Tunnel nach China               | Tunneling To China              | 15. November 2006         |
| 4     | a    | Reise ins WeltallIs                 | Anybody Out There?              | 16. November 2006         |
| 4     | b    | Der Gedankenleser                   | Secrets                         | 16. November 2006         |
| 5     | a    | Mein Gorilla ist größer als deiner! | My Gorilla Is Bigger Than Yours | 17. November 2006         |
| 5     | b    | Verrücktes Wetter                   | Whither / Weather               | 17. November 2006         |
| 6     | a    | Im Zuckerrausch                     | Sugar Overload                  | 20. November 2006         |
| 6     | b    | Glück für alle                      | Lady Luck                       | 20. November 2006         |
| 7     | a    | Henry der Zauberkünstler            | Henry The Magnificent           | 21. November 2006         |
| 7     | b    | Dabei sein ist alles                | Jump To It                      | 21. November 2006         |
| 8     | a    | Der Zeit voraus                     | Hitch In Time                   | 22. November 2003         |
| 8     | b    | Der 2.300. Geburtstag               | Doris’ Day                      | 22. November 2006         |
| 9     | a    | Eine Freundin für Onkel Neptun      | Love Is In The Air              | 23. November 2006         |
| 9     | b    | Monster der Nacht                   | Who’s Afraid Of The Dark?       | 23. November 2006         |
| 10    | a    | Ein Leben ohne Henry                | Middle Child Blues              | 24. November 2006         |
| 10    | b    | Alles gelogen                       | Silver Tongue                   | 24. November 2006         |
| 11    | a    | Ausgewünscht                        | Carrots Away                    | 27. November 2006         |
| 11    | b    | Ein stinknormaler Junge             | Price Of Lame                   | 27. November 2006         |
| 12    | a    | Henry, der Werwolf                  | Costume Capers                  | 28. November 2006         |
| 12    | b    | Die Drachengrippe                   | Fire’s Out                      | 28. November 2006         |
| 13    | a    | Super-Henry                         | Super Hero Henry                | 29. November 2006         |
| 13    | b    | Schatzsuche mit Darwin              | The Treasure Hunt               | 29. November 2006         |
| 14    | a    | Henry, die Sportskanone             | Henry’s New Shoes               | 30. November 2006         |
| 14    | b    | Ein anziehender Wunsch              | Stuck On You                    | 30. November 2006         |
| 15    | a    | Henry hat Riesenhunger              | Henry’s Massive Munchies        | 1. Dezember 2006          |
| 15    | b    | Der Pflanzenwettbewerb              | Plant Life                      | 1. Dezember 2006          |
| 16    | a    | Schlag auf Schlag                   | Home Run Henry                  | 4. Dezember 2006          |
| 16    | b    | Henry, der Tapfere                  | Henry, The Brave Knight         | 4. Dezember 2006          |
| 17    | a    | Henry und Henrietta                 | Henry & Henrietta               | 5. Dezember 2006          |
| 17    | b    | Lampenfieber                        | Stage Fright                    | 5. Dezember 2006          |
| 18    | a    | Schon wieder Geburtstag!            | Happy Birthday Henry            | 6. Dezember 2006          |
| 18    | b    | Eine wahre Geschichte               | Henry’s Big Story               | 6. Dezember 2006          |
| 19    | a    | Henrys kleines Abenteuer            | Henry’s Little Adventure        | 7. Dezember 2006          |
| 19    | b    | Spitzenkoch Henry                   | Henry The Cook                  | 7. Dezember 2006          |
| 20    | a    | Das Gespenst von Chestervale        | Now You See Me                  | 8. Dezember 2006          |
| 20    | b    | Tierische Unterhaltung              | Talk To The Animals             | 8. Dezember 2006          |
| 21    | a    | Der Weltrekord                      | Chestervale Challenge           | 11. Dezember 2006         |
| 21    | b    | Das Seeungeheuer von Chestervale    | Fishing Friends                 | 11. Dezember 2006         |
| 22    | a    | König Henry                         | King Of Chestervale             | 12. Dezember 2006         |
| 22    | b    | Das Zauberkostüm                    | Henry, The Halloween Wizard     | 12. Dezember 2006         |
| 23    | a    | Kung-Fu-Henry                       | Kung Fu Henry                   | 13. Dezember 2006         |
| 23    | b    | Cowboy Henry                        | Henry The Cowboy                | 13. Dezember 2006         |
| 24    | a    | Das Gokart-Rennen                   | Dad For A Day                   | 14. Dezember 2006         |
| 24    | b    | Ein haariger Wunsch                 | Haircut Hoopla                  | 14. Dezember 2006         |
| 25    | a    | Weihnachtlicher Durchblick          | X-Ray X-Mas                     | 24. Dezember 2006         |
| 25    | b    | Ein Tag als Darwin                  | Darwin For A Day                | 24. Dezember 2006         |
| 26    | a    | Endlich schneefrei!                 | Snow Day                        | 28. Februar 2007          |
| 26    | b    | Elfenwerkstatt im Kinderzimmer      | Henry’s Christmas Gifts         | 20. Mai 2007              |